# Герб Козина
Герб Ко́зина — офіційний символ селища міського типу Козин (Обухівський район, Київська область). Герб територіальної громади селища Козин затверджений засіданням десятої сесії Козинської селищної ради V скликання від 5 червня 2007 року.
Автори проекту герба: Олійник Євгеній Іванович, Пашинський Володимир Володимирович.

## Опис
Основа герба — декоративний щит, розділений на три частини: верхню, середню і нижню.
Верхню частину поля декоративного щита займає назва селища, яка виконана шрифтом що нагадує кирилицю. Цим підкреслюється ствердження того, що заснування Козина відноситься до прадавніх княжих часів і що селище має багатовікову історію свого розвитку.
У середній частині герба зображений дуб на фоні хвойного лісу. Дуб символізує собою міць, силу, довголіття, здоров’я, успіх, ліс — основне багатство селища. Багатовікові дуби часто зустрічались поміж інших лісових насаджень в минулому, ростуть вони і тепер в багатьох місцях по околицях селища.
У нижній частині герба зображений давньоруський вітрильний човен на фоні блакитної водної гладі. Такі човни використовувались для відлову рибу, перевезень вантажів, воїнів тощо. Вони плавали по Дніпру, Стугні, річці Красній. Цілком ймовірно що такі човни могли заходити з Дніпра в річку Козинка, протоки Іржавець та Домаха і наближатись до монастирських поселень, які започаткували в давнину селище Козин.

## Попередній герб

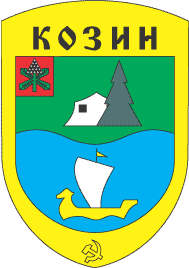
Герб 1989—2007 років

Затверджений 12 грудня 1989 р. рішенням N12 виконавчого комітету селищної ради. 
Щит хвилясто перетятий зеленню і лазур'ю. У першій частині — срібний намет біля темно-зеленої ялини. В другий — золотий човен зі срібним вітрилом. У вільній частині квітуча гілка каштана природного кольору в червоному полі. У главі золотого картуша — чорна назва міста українською мовою, у його базі — серп і молот. Намет і ялинка — символи сучасного селища-курорту. Човен — символ древніх плавань по ріках Дніпро і Козинка. 
Автор герба — Борис Шулевський.